# Juan Mochi (Maler)

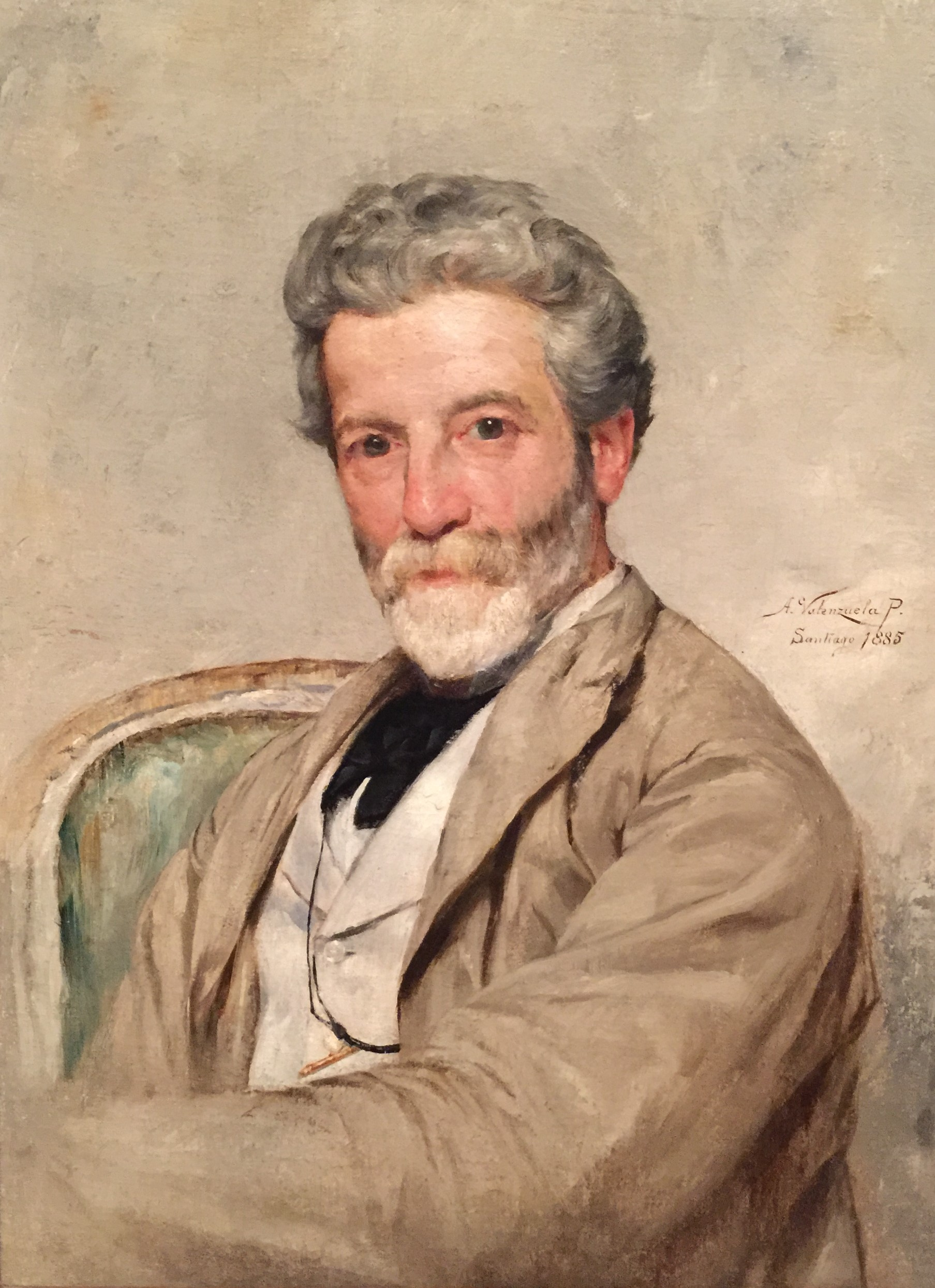
Juan Mochi

Juan Mochi (Giovanni Mochi; * 1831 in Florenz; † 1892 in Santiago de Chile) war ein italienischer Maler.
Mochi absolvierte seine Ausbildung als Maler in seiner Heimatstadt Florenz. Später ging er nach Rom, wo er den chilenischen Schriftsteller und Diplomaten Ángel Custodio Gallo kennenlernte. Als er sich nach dem Deutsch-Französischen Krieg in Paris niederließ, führte ihn Gallo in den Kreis dort lebender chilenischer Persönlichkeiten, darunter Juan Guillermo Gallo, Luis Dávila Larraín und der Maler Pedro Lira, ein. Der chilenische Botschafter Alberto Blest-Gana gewann ihn schließlich für eine Lehrtätigkeit an der Academia de Pintura in Santiago.
1876 kam er nach Chile und wurde als Nachfolger von Ernst Kirchbach Direktor der Akademie. Diese Stelle hatte er bis 1883 inne. Neben Marcos Segundo Maturana und José Miguel Blanco wurde er Mitglied des Organisationskomitees des Museo Nacional de Pintura, dessen erster Direktor er von 1880 bis 1887 war.
Als Maler war er in Chile erfolgreich mit Werken wie Campesinos chilenos und Paisaje campesino. Gemälde befinden sie u. a. im Besitz des Museo Nacional de Bellas Artes, der Pinakothek der Universidad de Concepción und des städtischen Kuinstmuseums Valparaíso. Bedeutend war sein Einfluss auf die folgende Generation junger Maler. Zu seinen Schülern zählten u. a. Alfredo Valenzuela Puelma, Alberto Valenzuela Llanos, Juan Francisco González und die Schwestern Aurora und Magdalena Mira.